# Mirovna pogodba z Italijo (1947)
Mirovna pogodba z Italijo je pogodba, podpisana 10. februarja 1947 v Parizu med Italijo in zmagovalcem v drugi svetovni vojni, zavezniškimi silami, s katero so formalno prenehale sovražnosti. Pogodba je stopila v veljavo 15. septembra 1947.
Določila pogodbe vsebujejo:
- odstop zahodne Slovenije, Istre južno od reke Mirne ter jadranskih otokov Jugoslaviji
- odstop Dodekaneških otokov Grčiji
- manjše popravke meje s Francijo
- priznanje neodvisnosti in suverenosti Albanije
- odstop od kolonij
- preklic ugodnih trgovskih sporazumov s Kitajsko

Trst s severno Istro je bil razglašen za nevtralno državo, imenovano Svobodno tržaško ozemlje. To je bilo leta 1954 s Spomenico o soglasju (t. i. londonskim sporazumom) razdeljeno med Italijo in SFRJ. Dokončno je bila meja med Italijo in Jugoslavijo potrjena z Osimskimi sporazumi, ki sta jih podpisali Socialistična federativna republika Jugoslavija in Republika Italija 10. novembra 1975 v italijanskem mestu Osimo.
Dodatno dopolnilo k pogodbi je zagotovilo kulturno avtonomijo nemško govoreči manjšini na Južnem Tirolskem.

## Federativna ljudska republika Jugoslavija
V četrtem poglavju, 11. členu mirovne pogodbe, se Italija zaveže, da bo Federativni ljudski republiki Jugoslaviji odstopila teritorij zahodnega dela Slovenije in obnovila meje, ki so obstajale 1. januarja 1938. Člen se glasi:
1. Italija s tem odstopa Jugoslaviji v polno suverenost ozemlje med novima mejama Jugoslavije, kot sta opredeljeni v 3.in 22. členu in italijansko-jugoslovansko mejo, kakršna je bila 1.januarja 1938, kakor tudi občino Zara/Zadar ter vse otoke in bližnje manjše otoke, ki ležijo znotraj naslednjih območij:
(a) Območja, omejenega:
- na severu z vzporednikom 42* 50’ severne zemljepisne širine;
- na jugu z vzporednikom 42* 42’ severne zemljepisne širine;
- na vzhodu s poldnevnikom 17*10’ vzhodne zemljepisne dolžine;
- na zahodu s poldnevnikom 16* 25’ vzhodne zemljepisne dolžine;

(b) Območja, omejenega:
- Na severu s črto, ki poteka skozi Porto del Quieto/Tarski zaliv, enako oddaljena od obale STO in Jugoslavije in od tam na točko 45* 15’ severne zemljepisne širine - 13*24’ vzhodne zemljepisne dolžine; na jugu z vzporednikom 44*23’ severne zemljepisne širine; na zahodu s črto,ki povezuje naslednje točke:

1. 45*15’ severne z.š. - 13* 24’ vzhodne z.d.;
2. 44*51’ severne z.š. -  13* 37’ vzhodne z.d.;
3. 44* 23’ severne z.š. - 14*18’30’ vzhodne z.d.;

Na vzhodu z zahodno obalo Istre, otoki in kopnim območjem Jugoslavije.
2. Italija s tem odstopa Jugoslaviji polno suverenost nad otokom Pelagosa/Palagružo in bližnjimi otoki. Otok Pelagosa/Palagruža ostane demilitariziran. Italijanskim ribičem na otoku Pelagosa/Palagruža in v okoliških vodah pripadajo enake pravice, kot so jih tam že imeli jugoslovanski ribiči pred 6.aprilom 1941.